# ¡Qué vecinos tan animales!
¡Qué vecinos tan animales! és una pel·lícula d'animació espanyola del 1998 dirigida per Maite Ruiz de Austri amb un guió d'ella mateixa i Ion Etxebeste.

## Argument
Nicolás és un ratolí que es queda dormit al campanar d'una església queda lluny de la seva família, que marxa al camp. Ha de compartir el campanar amb una cigonya una mica boja anomenada Catalina, que fa el seu niu uns metres més avall, sota la teulada de l'església. Tot i que ambdós saben que les cigonyes mengen rosegadors, s'acaben fent amics.

## Veus
- Ana Ángeles García ... Cigonya Cathy[3]
- Emma Cohen... Mare ratolina
- Javier Franquelo ... Pare ratolí
- Chelo Vivares... Nicolás
- Fernando Romay... Sr. Buitre
- Narciso Ibáñez Menta... Sr. Murciélago
- Gemma Cuervo... Sra Cigonya
- Maite Ruiz de Austri... Sra Grua
- Juan Luis Galiardo... Srs Galápagos

## Premis
- Goya a la millor pel·lícula d'animació als XIII Premis Goya.[4]